# Los Ángeles Azules
Los Ángeles Azules (span. für Die Blauen Engel) ist eine mexikanische Cumbia-Band, die zu den Vertretern des Cumbia Sonidera zählen. 

## Geschichte
Die Band wurde bereits 1976 von Geschwistern der Familie Mejía Avante (Elías, Alfredo, José Hilario, Jorge, Cristina und Guadalupe) im Barrio San Lucas des Bezirks Iztapalapa von Mexiko-Stadt unter der Bezeichnung Playa Azul (dt. Blauer Strand) gegründet. Sie war anfangs eine fast reine Familienband, die nur durch die Brüder Clavijo, die für die Blasinstrumente verantwortlich waren, und den Schlagzeuger Raúl Díaz ergänzt wurde. 
Die musikalischen Aktivitäten ihrer Kinder wurden besonderes von ihrer Mutter Martha Avante Barrón unterstützt, die sich dadurch erhoffte, dass sie ihre Studien selbst finanzieren könnten. Doch niemand rechnete damals auch nur annähernd mit den sich tatsächlich einstellenden Erfolgen.
Nach einigen Jahren gab die Gruppe sich ihren heutigen Namen, unter dem 1982 ihr erstes Album Ritmos, Alegría y Sabor erschien. 
Ihr 1994 veröffentlichtes Album Entrega De Amor wurde mehr als eine Million Mal verkauft und mit Preisen, wie der Palma de Oro, dem Trébol de Oro und dem Premio de Furia Musical ausgezeichnet. 
1996 veröffentlichten sie das von ihrem Gründungsmitglied Jorge Mejía Avante geschriebene Lied Cómo te voy a olvidar, das zur Hymne der Gruppe wurde. Der am 26. November 1967 geborene Jorge Mejía Avante spielt nicht nur das Akkordeon, sondern ist sowas wie das „geistige Oberhaupt“ der Gruppe und schrieb die meisten der selbst verfassten Lieder. Mit diesem Lied und dem gleichnamigen Album, das mit zwei Diamantenen Schallplatten ausgezeichnet wurde, gelang ihnen ein enormer Popularitätsschub. Seither haben sie Anhänger in allen mexikanischen Schichten und viele Anhänger in anderen Ländern Lateinamerikas hinzu gewonnen.
1999 nahm ihr Lied Un ribón de tu pelo sieben Monate lang eine Spitzenposition in den mexikanischen Charts ein. Dieser Erfolg verschaffte der Gruppe zum ersten Mal einen Spitzenplatz in den regionalen mexikanischen Charts der Musikzeitschrift Billboard und eine Nominierung für den Premio Lo Nuestro. Das Album Una Lluvia De Rosas, auf dem das Lied enthalten war, wurde mehr als 600.000 Mal verkauft. 
Dass die Gruppe sich auch längst in den Vereinigten Staaten einen Namen gemacht hat, beweist ihr Auftritt im Yankee Stadium in New York City anlässlich einer Sportveranstaltung im Jahr 2004.

## Diskografie

### Alben
| Jahr | Titel                                       | Höchstplatzierung, Gesamtwochen, AuszeichnungChartplatzierungen (Jahr, Titel, Platzierungen, Wochen, Auszeichnungen, Anmerkungen) | Höchstplatzierung, Gesamtwochen, AuszeichnungChartplatzierungen (Jahr, Titel, Platzierungen, Wochen, Auszeichnungen, Anmerkungen) | Höchstplatzierung, Gesamtwochen, AuszeichnungChartplatzierungen (Jahr, Titel, Platzierungen, Wochen, Auszeichnungen, Anmerkungen) | Anmerkungen                                                                                         |
| Jahr | Titel                                       | US | Latin | MX | Anmerkungen                                                                                         |
| ---- | ------------------------------------------- | --- | --- | --- | --------------------------------------------------------------------------------------------------- |
| 1996 | Inolvidables                                | US— GoldUS | Latin9 (50 Wo.)Latin | — | |
| 1998 | Confesiones de Amor                         | — | Latin9 (23 Wo.)Latin | — | |
| 1999 | Una lluvia de rosas                         | — | Latin18 (43 Wo.)Latin | — | Erstveröffentlichung: 30. November 1999                                                             |
| 2000 | Frente a Frente                             | — | Latin31 (27 Wo.)Latin | — | mit Rayito Colombiano                                                                               |
| 2001 | Historia Musical                            | US161 (6 Wo.)US | Latin2 (67 Wo.)Latin | — | |
| 2002 | Alas Al Mundo                               | — | Latin6 (17 Wo.)Latin | — | |
| 2003 | En Vivo Al Azul Vivo                        | — | Latin32 (9 Wo.)Latin | — | |
| 2003 | Encuentros de Angeles Vol. 1                | — | Latin7 (30 Wo.)Latin | — | mit Los Angeles de Charly                                                                           |
| 2003 | Encuentros de Angeles Vol. 2                | — | Latin28 (10 Wo.)Latin | — | mit Los Angeles de Charly                                                                           |
| 2004 | Nunca Te Olvidare                           | — | Latin49 (4 Wo.)Latin | — | |
| 2005 | La Mejor… Coleccion                         | — | Latin67 (2 Wo.)Latin | — | |
| 2005 | Grandes Éxitos Remezclados y Remasterizados | — | Latin50 (1 Wo.)Latin | — | Erstveröffentlichung: 27. September 2005 Charteinstieg US: 2022                                     |
| 2012 | Íconos 25 Éxitos                            | — | Latin45 (9 Wo.)Latin | — | Charteinstieg: 2022                                                                                 |
| 2013 | Cómo Te Voy a Olvidar                       | — | Latin11 (18 Wo.)Latin | MX1 ×2×3Doppeldiamant + Dreifachplatin · (327 Wo.)MX                                                                              | Erstveröffentlichung: 21. Mai 2013 Charteinstieg US: 2015                                           |
| 2014 | Gran Encuentro (20 Éxitos Originales)       | — | Latin27 (17 Wo.)Latin | — | Erstveröffentlichung: 27. Oktober 2014 mit Los Angeles de Charly                                    |
| 2014 | Juntos Por La Cumbia                        | — | Latin15 (74 Wo.)Latin | MX3 ×4Vierfachplatin · (97 Wo.)MX                                                                                                 | Erstveröffentlichung: 4. November 2014 mit Grupo Cañaveral de Humberto Pabón Charteinstieg US: 2016 |
| 2016 | De plaza en plaza                           | — | Latin8 (16 Wo.)Latin | MX— PlatinMX | Erstveröffentlichung: 30. September 2016                                                            |
| 2016 | Singles                                     | — | Latin47 (1 Wo.)Latin | — | Erstveröffentlichung: 11. November 2016                                                             |
| 2018 | Visión 20.20 Éxitos                         | — | Latin32 (43 Wo.)Latin | — | Erstveröffentlichung: 6. April 2018                                                                 |
| 2018 | Esto sí es cumbia                           | — | Latin27 (69 Wo.)Latin | MX1 Gold · (105 Wo.)MX | Erstveröffentlichung: 8. Juni 2018                                                                  |
| 2020 | De Buenos Aires para el mundo               | — | Latin42 Platin · (2 Wo.)Latin | — | Erstveröffentlichung: 28. August 2020                                                               |

grau schraffiert: keine Chartdaten aus diesem Jahr verfügbar
Weitere Alben
- 2022: Cumbia del corazón

### Singles
| Jahr | Titel Album                              | Höchstplatzierung, Gesamtwochen, AuszeichnungChartplatzierungen (Jahr, Titel, Album, Platzierungen, Wochen, Auszeichnungen, Anmerkungen) | Höchstplatzierung, Gesamtwochen, AuszeichnungChartplatzierungen (Jahr, Titel, Album, Platzierungen, Wochen, Auszeichnungen, Anmerkungen) | Höchstplatzierung, Gesamtwochen, AuszeichnungChartplatzierungen (Jahr, Titel, Album, Platzierungen, Wochen, Auszeichnungen, Anmerkungen) | Anmerkungen                                                                          |
| Jahr | Titel Album                              | Latin | MX | ES | Anmerkungen                                                                          |
| ---- | ---------------------------------------- | --- | --- | --- | ------------------------------------------------------------------------------------ |
| 1997 | Cómo Te Voy a Olvidar Inolvidables       | Latin7 (24 Wo.)Latin | MX— GoldMX | — |                                                                                      |
| 1997 | Mi Nina Mujer Inolvidables               | Latin12 (15 Wo.)Latin | — | — |                                                                                      |
| 1997 | Amor de Mis Amores Inolvidables          | Latin32 (1 Wo.)Latin | — | — |                                                                                      |
| 1998 | Me Haces Falta Tu Confesiones De Amor    | Latin12 (26 Wo.)Latin | — | — |                                                                                      |
| 1998 | Quiero Ser Confesiones De Amor           | Latin23 (11 Wo.)Latin | — | — |                                                                                      |
| 2000 | El Listón de Tu Pelo Una lluvia de rosas | Latin4 (34 Wo.)Latin | — | — |                                                                                      |
| 2000 | Sin Ti No Se Vivir Una lluvia de rosas   | Latin29 (4 Wo.)Latin | — | — |                                                                                      |
| 2018 | Nunca Es Suficiente Esto sí es cumbia    | Latin7 (29 Wo.)Latin | MX— ×2×3Doppeldiamant + DreifachgoldMX                                                                                                   | — | Erstveröffentlichung: 20. April 2018 feat. Natalia Lafourcade                        |
| 2018 | Ni Contigo Ni Sin Ti Esto sí es cumbia   | Latin47 (1 Wo.)Latin | — | — | Erstveröffentlichung: 27. April 2018 feat. Pepe Aguilar                              |
| 2019 | Amor a primera vista –                   | Latin16 (20 Wo.)Latin | MX— ×2×3Doppeldiamant + DreifachgoldMX                                                                                                   | — | Erstveröffentlichung: 14. Juni 2019 mit Belinda & Lalo Ebratt feat. Horacio Palencia |
| 2019 | Acariname De Buenos Aires para el mundo  | Latin29 (15 Wo.)Latin | MX— ×3DreifachgoldMX | — | Erstveröffentlichung: 18. Oktober 2019 mit Julieta Venegas & Juan Ingaramo           |
| 2020 | Y La Hice Llorar –                       | — | MX— GoldMX | — | Erstveröffentlichung: 7. Februar 2020 feat. Abel Pintos                              |
| 2021 | Otra Noche Cumbia del corazón            | Latin41 (9 Wo.)Latin | MX— PlatinMX | — | Erstveröffentlichung: 11. November 2021 mit Nicki Nicole                             |
| 2022 | Cumbia del corazón                       | Latin40 (3 Wo.)Latin | — | — | Erstveröffentlichung: 11. August 2022 mit Carlos Vives                               |
| 2023 | Tu y Tu –                                | Latin47 (3 Wo.)Latin | MX— GoldMX | — | Erstveröffentlichung: 9. März 2023 mit Cazzu & Santa Fe Clan                         |
| 2024 | Perdonarte ¿Para Qué? –                  | Latin35 (3 Wo.)Latin | — | ES85 Gold · (3 Wo.)ES | Erstveröffentlichung: 23. Mai 2024 mit Emilia                                        |

grau schraffiert: keine Chartdaten aus diesem Jahr verfügbar
Weitere Singles
- 2013: Las Maravillas de la Vida (feat. Carla Morrison, MX: ×3Dreifachplatin )
- 2020: Las Maravillas de la Vida (feat. Lali)
- 2024: Felicitalo (mit Yuridia, MX: Gold)

## Auszeichnungen für Musikverkäufe
| Goldene Schallplatte - Mexiko - 2014: für die Single Entrega de amor (Solo-Version) - 2015: für die Single Mis sentimientos (Solo-Version) - 2015: für die Single 17 Años (Solo-Version) - 2023: für das Lied El Listón De Tu Pelo (mit Denise Gutiérrez) - 2023: für das Lied Entrega de amor (mit Saul Hernández) - 2023: für das Lied Entrega de amor (mit Leonardo Lozanne) - 2023: für das Lied Mis sentimientos (Live) (mit Ximena Sariñana) Platin-Schallplatte - Mexiko - 2023: für das Lied 17 Años (mit Jay De La Cueva) | 2× Platin-Schallplatte - Mexiko - 2023: für das Lied Mis sentimientos (mit Ximena Sariñana) Diamantene Schallplatte - Mexiko - 2023: für das Lied Mis sentimientos (mit Ximena Sariñana) |

Anmerkung: Auszeichnungen in Ländern aus den Charttabellen bzw. Chartboxen sind in ebendiesen zu finden.
| Land/RegionAuszeichnungen für Musikverkäufe (Land/Region, Auszeichnungen, Verkäufe, Quellen) | Gold       | Platin       | Diamant     | Verkäufe  | Quellen             |
| -------------------------------------------------------------------------------------------- | ---------- | ------------ | ----------- | --------- | ------------------- |
| Mexiko (AMPROFON)                                                                            | 15× Gold15 | 18× Platin18 | 7× Diamant7 | 3.790.000 | amprofon.com.mx     |
| Spanien (Promusicae)                                                                         | Gold1      | —            | —           | 30.000    | elportaldemusica.es |
| Vereinigte Staaten (RIAA)                                                                    | Gold1      | Platin1      | —           | 560.000   | riaa.com            |
| Insgesamt                                                                                    | 17× Gold17 | 19× Platin19 | 7× Diamant7 |           |                     |